# Тарзан и его подруга
«Тарзан и его подруга» (англ. Tarzan and His Mate, букв. пер. «Тарзан и его самка») — фильм 1934 года о Тарзане, персонаже, придуманном писателем Эдгаром Райсом Берроузом, второй фильм о Тарзане с участием актёра Джонни Вайсмюллера в главной роли.

## Сюжет
Мартин и Гари отправляются в экспедицию за слоновой костью. Их путь лежит через центр джунглей, где живёт Тарзан, его подруга Джейн и шимпанзе по имени Чита. Гарри и Мартин попробуют уговорить девушку вернуться в город, ведь в джунглях с Тарзаном, она подвергает себя опасности… Джейн упряма, она любит Тарзана, и никакие уговоры не заставят её покинуть джунгли и своего любимого.

## В ролях
- Джонни Вайсмюллер — Тарзан
- Морин О'Салливан — Джейн
- Нил Хэмилтон — Гарри Холт
- Пол Кэвэна — Мартин Арлингтон
- Форрестер Харви
- Натан Керри
- Эверетт Браун
- Рэй Корриган — горилла (в титрах не указан)
- шимпанзе Чита

## Факты
- Слоны в фильме были не африканские, а индийские. Большие бивни и уши были приделаны к животным чтобы они выглядели более воинственно.
- В фильме главная героиня (Морин О’Салливан, но на самом деле именно в этой сцене её заменяла неизвестная «дублёр-двойник») купалась обнажённой. Религиозные группы лоббировали удаление этой сцены. Сейчас существуют три версии этой ленты.